# 메가폰

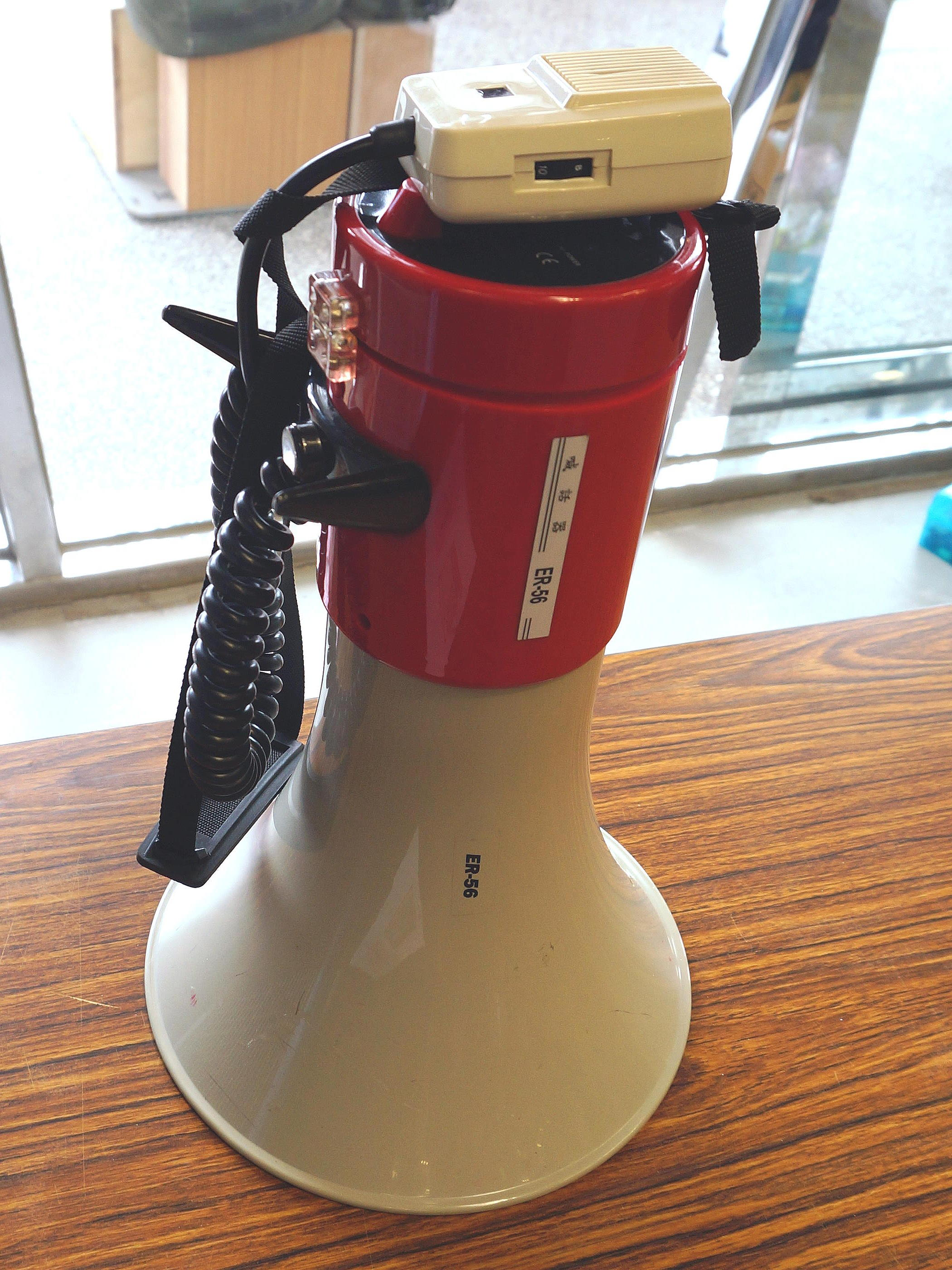
메가폰

메가폰(megaphone; 문화어: 고성기) 또는 확성기는 음성을 확성하기 위해 사용되는 기구이다. 소리를 크게 하여 멀리까지 들리게 하는 기구로 스포츠 응원, 연설, 시위, 집회 등에 사용된다.
메가폰은 일반적으로 사람의 음성이나 기타 소리를 증폭하고 주어진 방향으로 전달하는 데 사용되는 휴대용 또는 휴대용 원뿔 모양의 음향 호른이다. 메가폰을 얼굴에 대고 말함으로써 소리가 메가폰의 좁은 끝 부분으로 전달되고 음파는 넓은 끝 부분으로 방사된다. 메가폰은 성대에서 보이는 음향 임피던스를 높여서 소리의 볼륨을 높여주고, 성대의 임피던스를 공기와 일치시켜 더 많은 음력이 방사되도록 한다. 또한 경적이 가리키는 방향으로 음파를 전달하는 역할도 한다. 확성기의 주파수 응답은 더 높은 사운드 주파수에서 더 크기 때문에 음성 사운드가 다소 왜곡된다.
1960년대부터 위에서 설명한 음성 구동형 음향 메가폰은 마이크, 전력 증폭기 및 접이식 혼 확성기를 사용하여 음성을 증폭하는 전기 메가폰으로 대체되었다.

## 역사
메가폰의 최초 발명자는 역사적 논란의 대상이다. 고대 그리스(기원전 5세기)의 화자는 극장에서 목소리를 증폭시키기 위해 입에 원뿔이 튀어나온 가면을 썼다는 언급이 있다. 그리스 건축가들은 극장 원형극장 설계에 의식적으로 음향 물리학을 활용했을 수도 있다.
1675년에서 1682년 사이에 코덱스 카나덴시스(Codex canadensis) 14페이지에 있는 루이스 니콜라스(오른쪽)의 그림은 자작나무 껍질로 만든 메가폰을 사용하는 이스코우아키테(Iscouakité)라는 아메리카 원주민 추장을 보여준다. 그림의 텍스트에는 그가 자작나무 껍질 관을 통해 병사들에게 연설하고 있다고 나와 있다.
사무엘 몰랜드(Samuel Morland)와 아타나시우스 키르허(Athanasius Kircher)는 모두 17세기 같은 시기에 확성기를 발명한 것으로 알려져 있다. 몰랜드는 1655년에 출판된 작품에서 다양한 뿔을 사용한 실험에 대해 썼다. 그의 가장 큰 메가폰은 20피트가 넘는 구리관으로 구성되어 있으며 사람의 목소리를 1마일 반 정도 투사할 수 있다고 한다.
20년 전, 키르허는 확성기로 사용할 수도 있고 집 밖에서 사람들이 말하는 것을 "도청"할 수도 있는 장치를 설명했다. 그의 코일형 경적은 건물 측면에 장착되며, 말하거나 들을 수 있는 내부의 좁은 끝과 외부 벽을 통해 돌출된 넓은 입이 있다.
몰랜드는 직선형 튜브 모양의 말하기 장치를 선호했다. 반면에 키르허의 뿔은 "달팽이관" 디자인을 활용했는데, 뿔을 비틀고 감아서 더 컴팩트하게 만들었다.
나중에 특별한 디자인의 종이로 만든 트럼펫은 센저폰(Sengerphone)이었다.
또한, 티와나쿠(Tiwanaku) 유적에는 확성기 옆모습 모양의 구멍이 있는 중앙 주변의 돌이 있다. 그들의 목적은 오늘날 알려지지 않았지만 지역 경비원이 보여주듯이 인간의 목소리를 넓은 지역에 걸쳐 들을 수 있을 만큼 크게 증폭시키는 것이 가능하다.
'메가폰'이라는 용어는 200년 후 토머스 에디슨의 악기와 처음 연관되었다. 1878년에 에디슨은 청각 장애가 있는 사람들에게 도움을 주기 위해 메가폰과 유사한 장치를 개발했다. 그의 변형에는 일렬로 늘어선 세 개의 별도 깔때기가 포함되었다. 길이가 6피트 8인치인 두 개의 외부 깔때기는 종이로 만들어졌으며 각 귀에 삽입된 튜브에 연결되었다. 중간 깔때기는 몰랜드의 메가폰과 유사했지만 사용자의 입을 삽입할 수 있는 더 큰 슬롯이 있었다.
에디슨의 메가폰을 사용하면 낮은 속삭임은 수천 피트 떨어진 곳에서도 들을 수 있었고, 일반적인 목소리 톤은 약 2마일 떨어진 곳에서도 들을 수 있었다. 듣는 쪽에서는 수신기가 수천 피트 떨어진 곳에서 낮은 속삭임을 들을 수 있었다. 그러나 장치는 휴대하기에는 너무 커서 사용이 제한되었다. 조지 프레스콧(George Prescott)은 다음과 같이 썼다. "현재 주요 단점은 장치의 크기가 크다는 것이다."
전자 마이크가 발명되기 전 초기 팝 가수들은 메가폰을 들고 노래를 불렀다.
1960년대 이래로 음향 메가폰은 일반적으로 전기 버전으로 대체되었지만, 저렴하고 가볍고 견고한 음향 메가폰은 여전히 스포츠 경기 응원, 치어리딩 등 몇몇 장소에서 사용되고 수영장과 해변의 인명 구조원이 사용한다. 습기로 인해 전자 메가폰의 전자 장치가 손상될 수 있다.

## 같이 보기
- 음향 대포